# Gab (xarxa social)
Gab és una xarxa social en anglès coneguda per tenir una gran quantitat d'usuaris de dretes degut principalment a les seves polítiques les quals tenen l'objectiu de garantir la llibertat d'expressió. El lloc permet als seus usuaris llegir i escriure missatges multimèdia de fins a 300 caràcters, anomenats "gabs". El lloc va declarar als conservadors, llibertaris, nacionalistes com a objectiu de mercat. Gab ha estat descrit per alguns mitjans de comunicació com "extremadament amistós" o un "lloc segur" per a comentaristes i periodistes que han estat censurats per pertànyer a la dreta alternativa.
El lloc es presenta com una "alternativa a Twitter" a causa de la prohibició i tancament de comptes d'usuaris d'ideologia conservadora en aquesta xarxa social. Gab assegura que "abandera la llibertat d'expressió". Gab va atreure la migració d'usuaris que havien estat censurats per les demès xarxes socials. La majoria dels usuaris de Gab són blancs, homes, i majoritàriament conservadors. Gab tenia 800.000 usuaris al novembre de 2018. Els usuaris amb més seguidors en aquesta xarxa social inclouen personatges coneguts dins de la dreta i la dreta alternativa com Richard B. Spencer, Mike Cernovich, i Alex Jones. El lloc reconeix a InfoWars i altres llocs web ideològicament similars com Breitbart News com a competidors.
La xarxa social va guanyar visibilitat a causa del Tiroteig a la sinagoga de Pittsburgh el 27 d'octubre de 2018, ja que el perpetrador tenia un compte a Gab. Després de conèixer-se la notícia, els proveïdors de l'allotjament web de Gab i altres empreses van deixar de donar-li cobertura, per la qual cosa la web va estar un breu temps fora de línia. Aquesta pràctica va ser criticada per la directiva de Gab, expressant que en totes les xarxes socials existeixen extremistes que cometen assassinats i que Gab no tenia res a veure amb aquesta persona. Gab va comunicar el seu rebuig a l'assassinat en la sinagoga i el director executiu de Gab, Andrew Torba, va declarar que "si poden censurar Gab a Internet, no penseu que no poden fer-ho també amb vosaltres". Durant una entrevista amb NPR, Torba va defensar el servei i va dir que "malgrat els derrocaments, Gab estava aquí per quedar-se". "La resposta al mal discurs, com es vulgui que es defineixi, és sempre més discurs, i sempre ho serà", va dir Torba.
El febrer de 2019, Gab va publicar Dissenter, una extensió de navegador web i una pàgima web també que permetin als usuaris de Gab publicar comentaris sobre continguts allotjats a qualsevol pàgina web via una capa superposada visible només per qui s'hagués registrat i entrat el seu usuari a Dissenter o usés l'extensió, i així sobrepassar les pràctiques de moderació d'aquests llocs web. L'abril de 2019, Dissenter va ser eliminat del servei web Firefox Add-ons i de Chrome Web Store per violació de les seves polítiques. El juliol de 2019, Gab va canviar la seva infraestructura del programari cap a un fork de Mastodon, una plataforma de xarxa social de llicència lliure. Mastodon va una declaració de protesta, en la qual denunciava que Gab estava intentant monetitzar el racisme amb l'excusa de la reclamació de llibertat d'expressió.

## Disseny
El tema de colors de Gab és una combinació minimalista de text en negre amb panells de color blanc, i noms d'usuaris i hashtags en rosa. Els usuaris Pro tenen la barra superior en blau fosc. La interfície mostra els missatges a l'estil de Twitter amb una lectura en vertical de la línia temporal amb la possibilitat de votar cada publicació. El lloc web també disposa de publicacions populars destacades i de hashtags trending topic. Els usuaris amb una puntuació superior a 250 poden votar negativament les publicacions, però consumeixen puntuació al fer-ho.
Els usuaris poden visualitzar els comentaris i publicacions d'un tema per dates o puntuació. Les biografies per defecte als nous usuaris mostren cites a l'atzar sobre la importància de la llibertat d'expressió. Els usuaris tenen també l'opció de "silenciar" altres usuaris i paraules clau. La imatge de perfil per defecte pels nous usuaris mostra el dibuix d'una cara estil NPC Wojak, un meme molt popular als llocs web d'extrema dreta. El lloc a més ofereix als usuaris la possibilitat d'eliminar totes les seves publicacions de cop esborrant el seu historial amb un sol clic.
Quan publiquen un gab (com s'anomenen les publicacions a la xarxa social Gab), els usuaris poden publicar fins a 3.000 caràcters den text pla, amb la mostra dels 300 primers caràcters apareixent a la línia temporal amb l'opció de poder llegir la resta.
El juliol de 2017, Gab va implementar un sistema amb el que la gent que votava negativament altres (en forma de spam) veurien els seus comptes també votats negativament així com la seva capacitat per poder votar negativament seria rebocada. Els vots negatius serien després eliminats completament, amb Utsav Sanduja COO de Gab explicant que havien sigut utilitzats per trolejar i humiliar dones, i que "hi ha molts guerrers de la justícia social i membres de l'extrema-esquerra entrant al nostre lloc web per essencialment dedicar-se al brouhaha."
La granota anomenada "Gabby" seria el logotip de Gab des del 2016 al 2018. El logotip seria comparat amb Pepe the Frog, un personatge de dibuixos apropiat per la dreta alternativa. Torba va negar que la granota fos una referència a Pepe i va declarar que el logo estava inspirat en els versicles bíblic de (Exodus 8:1–12 i Psalms 78:45) i en el simbolisme tradicional de les granotes i el seu significat. Sanduja digué que la granota volia significar la "revenja de qui va contra les veus més mainstream del convervadurisme a Internet." A partir del setembre de 2018, el logo de la granota ja no es va utilitzar més.